# 新圣若阿金
新圣若阿金是巴西马托格罗索州的一个市镇。总面积5022.477平方公里，总人口6880人，人口密度1.4人/平方公里。